# Język milyjski
Język milyjski (nazywany także licyjskim B) – wymarły język z podrodziny anatolijskiej języków indoeuropejskich, którym posługiwano się od VII do I wieku p.n.e. w Azji Mniejszej. Nazwę języka nadali mu współcześni uczeni, jednak trzeba mieć na uwadze, że milyjski, zwany też licyjskim B, jest odrębnym językiem od licyjskiego A. Język milyjski rozwinął się z języka luwijskiego.
Język milyjski zachował się na trzech inskrypcjach licyjskich z VI–IV wieku p.n.e., dwóch poematach liczących 34 i 71 wersów, które znajdują się na tzw. steli ksantyjskiej, odnalezionej w Ksantos, oraz krótszy napis (9 wersów) na sarkofagu w Antiphellus. 